# Bilbil żałobny
Bilbil żałobny (Microtarsus melanoleucos) – gatunek małego, śpiewającego ptaka z rodziny bilbili (Pycnonotidae), zamieszkujący Azję Południowo-Wschodnią. Jest bliski zagrożenia wyginięciem.

## Systematyka
Gatunek ten opisał w 1839 roku brytyjski przyrodnik Thomas Campbell Eyton, nadając mu nazwę Microtarsus melanoleucos i tworząc dla niego nowy rodzaj Microtarsus. Jako miejsce typowe autor wskazał Malaje. Później gatunek był zaliczany do rodzaju Pycnonotus, a niekiedy do innych rodzajów. Obecnie znów zalicza się go do Microtarsus ponownie wyodrębnionego z Pycnonotus.

## Występowanie
Bilbil żałobny zamieszkuje Półwysep Malajski, Sumatrę, Siberut i Borneo. Kraje, w których występuje, to: Brunei, Indonezja, Malezja i Tajlandia, dawniej także Singapur. Jego naturalne siedliska to subtropikalne i tropikalne wilgotne lasy nizin oraz lasy mgliste regla gór. Zwykle jest spotykany od poziomu morza do 1500–1830 m n.p.m., niekiedy wyżej.

## Morfologia
Długość ciała 16–18 cm; masa ciała 23–33 g. Samiec jest jednolicie czarniawobrązowy z kontrastującymi, w większości kremowobiałymi pokrywami nadskrzydłowymi i podskrzydłowymi; ogon zaokrąglony i cały czarny. Tęczówka czekoladowobrązowa do czerwonobrązowej a nawet czerwonej; dziób czarny; nogi czarne lub czarnobrązowe, czasami niebieskawoszare. Samica jest bardziej brązowa niż samiec, z mniejszą ilością bieli na pokrywach nadskrzydłowych.

## Status zagrożenia
Międzynarodowa Unia Ochrony Przyrody (IUCN) od 2000 roku uznaje bilbila żałobnego za gatunek bliski zagrożenia (NT – near threatened); wcześniej, od 1988 roku miał on status gatunku najmniejszej troski (LC – least concern). Liczebność populacji nie została oszacowana, aczkolwiek ptak ten jest ewidentnie rzadko spotykany. Trend liczebności populacji uznaje się za spadkowy ze względu na postępujące wylesianie w obrębie jego zasięgu występowania.